# Bożena Baranowska
Bożena Baranowska (ur. 5 października 1953 w Białymstoku) – polska aktorka teatralna, filmowa i telewizyjna, także reżyserka teatralna i pedagog; dziekan Wydziału Aktorskiego Europäisches Theaterinstitut (ETI) Schauspielschule w Berlinie (1997–2000).

## Życiorys
Absolwentka Wydziału Aktorskiego Państwowej Wyższej Szkole Filmowej, Telewizyjnej i Teatralnej im. Leona Schillera w Łodzi (1977). Zadebiutowała w 1973 roku na deskach Teatru Dramatycznego im. Aleksandra Węgierki w Białymstoku, rolą Lucy w Operze za trzy grosze Bertolta Brechta i Kurta Weilla w reżyserii Ryszarda Kubiaka. Aktorka Teatru Polskiego we Wrocławiu w latach 1977–1984 i ponownie od 1998 roku.
Do jej najbardziej znanych ról teatralnych należą te, które wykreowała w spektaklach Krystiana Lupy; Erna w Prezydentkach Wernera Schwaba (1999), Kwasznia w Azylu Maksyma Gorkiego (2003) oraz Anna Schreker w Wycince Thomasa Bernharda (2014).
W latach 1984–1998 występowała za granicą, między innymi w berlińskim Teatrze Kreatur (1990–1997). Przez pewien czas wykładała na Wydziale Aktorskim we Wrocławiu, wydziale zamiejscowym Państwowej Wyższej Szkoły Teatralnej im. Ludwika Solskiego w Krakowie, a od 1994 roku jest pedagogiem Europäisches Theaterinstitut (ETI) Schauspielschule Berlin, gdzie w latach 1997–2000 pełniła funkcję dziekana Wydziału Aktorskiego.

## Spektakle teatralne

### Role

#### Teatr Polski, Wrocław
- 1977 – Rozstanie w czerwcu jako Tania (reż. Grzegorz Mrówczyński)
- 1978 – Kram z piosenkami (reż. Tadeusz Kozłowski)
- 1979 – Pan Jowialski jako Helena (reż. Witold Zatorski)
- 1980 – Opętani jako Maja Ochołowska (reż. Tadeusz Minc)
- 1980 – Matka jako Zofia Plejtus (reż. Piotr Piaskowski)
- 1981 – Yo-yo (reż. T. Minc)
- 1981 – Wesele jako Haneczka (reż. Igor Przegrodzki)
- 1982 – Fircyk w zalotach jako Klarysa (reż. Jacek Bunsch)
- 1983 – Świętoszek jako Elmira (reż. Andrzej J. Dąbrowski)
- 1983 – Krokodyl jako żona (reż. Eugeniusz Korin)
- 1984 – Antygona jako Ismena (reż. Elżbieta Bułhak)
- 1985 – Na czworakach jako dziewczyna, Wdowa II (reż. T. Minc)
- 1985 – Bar Świat jako Cyganeczka (reż. Ivo Krobot)
- 1998 – Historia PRL wg Mrożka jako Baba (reż. Jerzy Jarocki)
- 1999 – Krwawe gody jako matka (reż. Jan Szurmiej)
- 1999 – Prezydentki jako Erna (reż. Krystian Lupa)
- 2001 – Przypadek Klary jako Elżbieta (reż. Paweł Miśkiewicz)
- 2003 – Azyl jako Kwasznia (reż. K. Lupa)
- 2006 – Wieczór Jubileuszowy (reż. Bogdan Tosza)
- 2006 – One jako Olga (reż. Monika Pęcikiewicz)
- 2007 – Don Juan wraca z wojny jako matka, Siostra Przełożona (reż. Gadi Roll)

#### Teatr Telewizji
- 1977 – Doktor medycyny jako Anna (reż. Tadeusz Aleksandrowicz)
- 1999 – Historia PRL według Mrożka jako Baba (reż. J. Jarocki)
- 2000 – Miłość na Madagaskarze jako Stara Kobieta (reż. Waldemar Krzystek)
- 2003 – Piękna pani Seidenman jako matka Pawła (reż. Janusz Kijowski)
- 2007 – Przypadek Klary jako Elżbieta (reż. P. Miśkiewicz)

### Reżyseria
- Pokojówki J. Geneta, ETI [Europäische TheaterInstitut] w Berlinie, 1997 [spektakl dyplomowy]
- Operetka W. Gombrowicza, ETI w Berlinie, 2000 [spektakl dyplomowy]
- Letnicy M. Gorkiego, PWST [Państwowa Wyższa Szkoła Teatralna] we Wrocławiu, 2001 [spektakl dyplomowy]
- Sextett wg Niebezpiecznych związków Ch. Hamptona i Kwartetu H. Müllera, ETI w Berlinie, 2005 [spektakl dyplomowy]
- Między Wenus a Ziemią... wg J. Hartwig, A. Szczęsnej, M. Borowiec i H. Samson, Teatr im. H. Modrzejewskiej w Legnicy, 2005
- Don Juan wg T. de Moliny i A. Puszkina, PWST we Wrocławiu, 2006 [spektakl dyplomowy]
- Orkiestra J. Anouilha, ETI w Berlinie, 2006 [spektakl dyplomowy]
- Don Juan wraca wg sztuk Don Juan wraca z wojny Ö. von Horvátha i Don Juan, czyli Umiłowanie geometrii M. Frischa, ETI w Berlinie, 2009 [spektakl dyplomowy]
- Choroba młodości F. Brucknera, ETI w Berlinie, 2015 [spektakl dyplomowy]

## Filmografia

### Filmy
- 1979: Kung-fu jako Bendkowska
- 1981: Kobieta samotna jako nauczycielka
- 1981: Rdza jako Basia, córka Bryły
- 1981: Wielki bieg jako rejestratorka Janka
- 1982: Wielki Szu jako żona Jurka
- 1984: Baryton
- 1985: Daleki dystans jako Elżbieta, sekretarka w klubie
- 1986: Głód serca jako Krajewska
- 1986: Mewy (fragmenty życiorysu) jako pielęgniarka, koleżanka Zosi
- 1992: Mau Mau
- 1993: Obcy musi fruwać
- 1993: Der Showmaster jako Polka
- 2003:  Światła jako właścicielka sklepu z sukniami komunijnymi
- 2008: Polska Love Serenade

### Seriale
- 1984: Trapez
- 1992: Wolffs Revier jako Maria
- 1994: Im Namen des Gesetzes jako Ewa Zubrzycki
- 2005–2006: Warto kochać jako policjantka Celina
- 2013: Prawo Agaty jako Ela, ciotka Kariny (odc. 34)

## Nagrody i odznaczenia
- 1980 – nagroda za rolę Heleny w Panu Jowialskim Aleksandra Fredry w Teatrze Polskim we Wrocławiu na VI Opolskich  Konfrontacjach Teatralnych
- 1986 – Złota Iglica we Wrocławiu
- 2000 – nagroda za rolę Erny w spektaklu Prezydentki Wernera Schwaba w Teatrze Polskim we Wrocławiu na XL Kaliskich Spotkaniach Teatralnych
- 2006 – Nagroda „Gazety Współczesnej” za reżyserię spektaklu Między Wenus a Ziemią w Teatrze im. Heleny Modrzejewskiej w Legnicy na XIX MFT „Walizka” w Łomży

- 2011 – Brązowy Medal „Zasłużony Kulturze Gloria Artis”[4]